# Moore und Seen bei Wesenberg
Moore und Seen bei Wesenberg este o arie protejată (arie specială de conservare — SAC, sit de importanță comunitară — SCI) din Germania întinsă pe o suprafață de 133 ha, integral pe uscat.

## Localizare
Centrul sitului Moore und Seen bei Wesenberg este situat la coordonatele 53°16′38″N 13°01′22″E / 53.2772°N 13.0228°E.

## Înființare
Situl Moore und Seen bei Wesenberg a fost declarat sit de importanță comunitară în decembrie 1999 pentru a proteja 1 specie de plante și 1 specie de animale. Situl a fost protejat și ca arie specială de conservare în august 2016.

## Biodiversitate
Situată în ecoregiunea continentală, aria protejată conține 5 habitate naturale: Ape stătătoare oligotrofe până la mezotrofe, cu vegetație de Littorelletea uniflorae și/sau de Isoëto-Nanojuncetea, Lacuri și iazuri distrofice naturale, Mlaștini turboase de tranziție și turbării mișcătoare, Depresiuni pe substraturi de turbă de Rhynchosporion, Mlaștini împădurite.
La baza desemnării sitului se află mai multe specii protejate:
- plante (1): Luronium natans
- reptile (1): țestoasa de baltă (Emys orbicularis)

Pe lângă speciile protejate, pe teritoriul sitului au mai fost identificate 1 specie de plante.